# ماسودا سلطان
ماسودا سلطان (بالإنجليزية: Masuda Sultan)‏ هي كاتِبة أمريكية، ولدت في 1978.